# Ryszard Ronczewski
Ryszard Ronczewski (né le 27 juin 1930 dans la voïvodie de Wilno et mort le 17 octobre 2020 à Sopot) est un acteur polonais. Il a joué dans plus de soixante-dix films à partir de 1954.

## Biographie
Ryszard Ronczewski naît le 27 juin 1930.
À 26 ans, Ryszard Ronczewski termine ses études à l'Académie nationale du cinéma, de la télévision et de l'art théâtral de Łódź. 
Entre 1956 et 1957, il est acteur au Nouveau Théâtre de Łódź. De 1957 à 1960, il est acteur de l'opérette de Varsovie. En 1960-1969 et 1970-1974, il est le directeur artistique d'Estrada Sopot. De 1974 à 1979 et de 1983 à 1984, il est acteur au Théâtre musical Danuta Baduszkowa de Gdynia. En 1966-1974 et 1984-2005, il est acteur à plein temps au théâtre Wybrzeże. Il collabore avec l'Atelier Théâtre de Sopot.
Il meurt le 17 octobre 2020 à Sopotdu coronavirus[réf. souhaitée].

## Sélection de films
| Année | Titre                                            | Rôle                                        | Remarques   |
| ----- | ------------------------------------------------ | ------------------------------------------- | ----------- |
| 1957  | Eva veut dormir                                  | Filon le silencieux                         |             |
| 1957  | La Vraie Fin de la guerre                        | un prisonnier                               | non crédité |
| 1960  | Les Chevaliers teutoniques                       | Heinrich von Plauen                         |             |
| 1960  | De la veine à revendre                           | soldat transportant "l'arme secrète"        |             |
| 1961  | Samson                                           | gardien de prison                           | non crédité |
| 1962  | Histoire de deux enfants qui volèrent la Lune    | le brigand Rozporek                         |             |
| 1965  | Le Manuscrit trouvé à Saragosse                  | servant du cheikh Gomelez                   | non crédité |
| 1966  | Le Pharaon                                       | Eunane                                      |             |
| 1969  | Colonel Wolodyjowski                             | ravisseur attaquant Wołodyjowski et Zagłoba |             |
| 1969  | Colonel Wolodyjowski                             | ravisseur attaquant Wołodyjowski et Zagłoba |             |
| 2001  | Hiver 42 : Au nom des enfants                    | Batylin                                     |             |
| 2003  | Une vieille fable. Quand le soleil était un dieu | Miłosz                                      |             |
| 2007  | Et puis les touristes                            | Stanisław Krzemiński                        |             |
| 2012  | Kaddisch für einen Freund                        | Alexander Zamskoy                           |             |
| 2013  | De l'autre côté du mur                           | Le père de Krystina                         |             |